# Sandskjera
Ne doit pas être confondu avec Sandskjera (Fjell) ou Sandskjera (Øygarden).
Sandskjera est une île norvégienne du comté de Hordaland appartenant administrativement à Ågotnes.

## Description
Il s'agit de plusieurs rochers désertiques qui s'étendent sur environ 540 m de longueur pour une largeur approximative de 332 m. 